# Csoma Zsigmond
Csoma Zsigmond (Budapest, 1952. június 12. – 2021. november 9.) okleveles kertészmérnök, muzeológus, gazdaságtörténész, a Károli Gáspár Református Egyetem oktatója, kutatóprofesszor, a Magyar Mezőgazdasági Múzeum munkatársa, Csoma Gergely néprajztudós-fényképész fivére.

## Élete
1975-ben szerzett egyetemi oklevelet a Kertészeti Egyetemen. 1988-ban kandidátusi (CSc.) fokozatot kapott Dunántúli szőlészeti-borászati hagyományok c. dolgozatáért. 1999-ben nagydoktori (DSc.) fokozatot szerzett. Az 1970-es évektől hosszú időn át dolgozott a Magyar Mezőgazdasági Múzeumban, emellett a tanított az egri Eszterházy Károly Főiskolán is. 2001-től a Károli Gáspár Református Egyetem Koraújkori Történeti, Gazdasági- és Művelődéstörténeti Tanszékén oktat, 2008 és 2010 között tanszékvezető volt. Kutatási területe elsősorban a szőlészet-borászat mellett a kora újkori gazdaság- és művelődéstörténet.
Munkásságát különböző díjakkal ismerték el. A MTA. Agrártörténeti és Faluszociológiai Bizottság alelnöke, a Magyar Néprajzi Társaság Anyagi Kultúra Szakosztályának elnöke. Német, orosz, és alapszinten bolgár, illetve román nyelven beszélt.
Hosszan tartó betegség után hunyt el 2021 novemberében. 69 éves volt.

## Művei
- Nászéjszakák bora: a somlai, Mezőgazdasági Kiadó, Budapest, 1986
- Kertészeti terményvásárok, mint a XIX. sz.-i nagytáji munkamegosztás eredményei, k. n., Budapest, 1991 (Különlenyomat a Magyar Mezőgazdasági Múzeum Közleményei 1990-1991. évi kötetéből)
- Uradalmi és jobbágy-paraszti szőlő-, bortermelés Somlón (17–20. század közepéig), Kossuth Lajos Tudományegyetem Néprajzi Tanszék, Debrecen, 1993
- Szőlészeti, borászati hagyományok, a megújulás és a közösség kötelékében. Kapcsolatok, hatások, konfliktusok Dunántúl és Európa között a 17. század végétől a 20. század elejéig; KLTE Néprajzi Tanszék–Centrál-Európa Alapítvány, Debrecen–Bp., 1994 (Centrál-Európa alapítványi könyvek)
- A kertészet gazdasági és társadalmi jelentősége Magyarországon a XIX. század második felében, k. n., Budapest, 1996 (Különlenyomat az Agrártörténeti Szemle XXXVIII. évfolyam 1-4. számából)
- Kertészet és polgárosodás. Az európai szőlészeti-borászati-kertészeti ismeretek oktatása, szaktanácsadása a Georgikonban és a Keszthelyi Uradalomban, a 18. sz. végétől a 19. sz. közepéig, Centrál Európa Alapítvány, Budapest, 1997
- Haszonkertészeti ismeretek és uradalmi gyakorlat a Dunántúlon és Nyugat-Magyarországon a XVII. század végétől a XIX. század közepéig, k. n., Budapest, 1997 (Különlenyomat az Agrártörténeti Szemle XXXIX. évfolyam 3-4. számából)
- Falusi környezet – nagyvárosi ellátás. Budapest a kert-, a szőlő- és bortörténet városa/Agrártörténeti, agrártudomány-történeti, agráretnográfiai városmonográfia Pest, Buda, Óbuda városegyesítése 125. évfordulóján, Centrál Európa Közhasznú Alapítvány, Budapest, 1998
- Szent Vincétől Szent János poharáig. Magyar történeti borkalendárium örökidőre, Centrál Európa Közhasznú Alapítvány, Budapest, 1999
- Millenniumi szőlős-boroskönyv. A szőlő és bor Magyarországon (Írások és gondolatok egy agrárágazat múltjáról, jelenéről, jövőjéről a harmadik ezredfordulón), Agroinform Kiadó, Budapest, 2000 (Balogh Istvánnal, szerkesztés)
- A borkóstolás története, művészete és gyakorlata, Agroinform Kiadó, Budapest, Budapest, 2002
- Ambrus Lajos–Csoma Zsigmond: A magyar bor útja a kezdetektől napjainkig; fotó Somlósi Lajos; B.K.L., Szombathely, 2003
- Hagyományok – Ízek – Régiók I–II. Magyarország hagyományos és tájjellegű mezőgazdasági és élelmiszer-ipari termékeinek gyűjteménye, Agrármarketing Centrum-Földművelésügyi és Vidékfejlesztési Minisztérium, Budapest, 2003 (Kovács Miklóssal, Szabó Erzsébettel, Koppány Gáborral)
- Pannónia szőlőskertje, k. n., h. n., 2004 (Dénesi Tamással)
- Magyar történeti borkalendárium. Örök időkre; 2. átdolg., jav. kiad.; Mezőgazda, Bp., 2004 (Hagyomány és vidék)
- Bortörténeti breviárium. Magyar borföldrajz kicsiknek, nagyoknak, kelettől nyugatig, északtól délig, Agroinform Kiadó, Budapest, 2006
- Magyar füves- és gyógyborok. Gyógyító italok hölgyeknek és uraknak, egészségeseknek és betegeknek, kicsiknek és nagyoknak, Agroinform Kiadó, Budapest, 2007 (Magyar László Andrással)
- Nők a magyar szőlő- és borkultúrában, Agroinform Kiadó, Budapest, 2008
- A magyar mezőgazdaság története a kezdetektől napjainkig, Magyar Mezőgazdasági Múzeum, Budapest, 2008 (Fülöp Éva Máriával és Molnár Erzsébettel)
- Késő reneszánsz, kora újkori kertek és borok Erdélyben, Agroinform Kiadó, Budapest, 2009
- Borban a vigasság. A bor közösség- és hangulatformáló ereje Magyarországon; Agroinform, Bp., 2009
- Csoma Zsigmond–Novák Ferenc: Zalakaros szőleje és bora az Alpok és a Balaton között. Történeti-néprajzi, agrár- és helytörténeti monográfia egy zalai falu szőlő-borkultúrájáról kelet-nyugat és észak-dél között; Önkormányzat, Zalakaros, 2009
- Én kis kertet kerteltem... Paraszti virágkultúra Magyarországon; Agroinform, Bp., 2015
- Szőlőkatasztrófák Magyarországon; Agroinform, Bp., 2015
- A reformáció borai és virágai. Történeti, néprajzi tanulmányok; Agroinform, Bp., 2017
- Protestáns magyarok a Felső-Őrségben. Társadalom- és életmód-történeti pillanatkép, 1919–1921; Inform, Bp., 2020

A fentieken kívül számos folyóiratba (pl. A Magyar Mezőgazdasági Múzeum közleményei) írt cikkeket, és több könyvbe kisebb könyvfejezeteket is.